# Knefastia princeps
Knefastia princeps é uma espécie de gastrópode do gênero Knefastia, pertencente a família Pseudomelatomidae.